# Gaga (Pakuhaji)
Gaga is een bestuurslaag in het regentschap Tangerang van de provincie Banten, Indonesië. Gaga telt 9319 inwoners (volkstelling 2010).